# Catherine de Luxembourg-Saint-Pol
Catherine de Luxembourg-Saint-Pol (? - 1492), est duchesse de Bretagne, fille de Pierre Ier de Luxembourg-Saint-Pol, comte de Saint-Pol, et de Marguerite des Baux, et la troisième et dernière épouse d'Arthur III de Bretagne.

## Origine et famille
Catherine est la deuxième fille du comte Pierre Ier de Luxembourg-Saint-Pol, et de son épouse Marguerite des Baux. Ses frères et sœurs sont :
- Jacquette de Luxembourg, mère d'Élisabeth Woodville ;
- Louis de Luxembourg-Saint-Pol, connétable de France et comte de Saint-Pol ;
- Thibault de Luxembourg, comte de Brienne ;
- Jacques de Luxembourg-Ligny, seigneur de Richebourg ;
- Isabelle de Luxembourg[1], femme de Charles IV du Maine.

Catherine épouse Arthur III de Bretagne au mois de juillet 1445 à Chalons.